# Stefanie Walter
Stefanie Walter (* 1977 in Frankfurt am Main) ist seit 2013 Professorin für Internationale Beziehungen und Politische Ökonomie am Institut für Politikwissenschaft (IPZ) an der Universität Zürich. Ihre Forschungsschwerpunkte liegen auf empirisch-analytischen Analysen zu internationaler Wirtschaftspolitik, Globalisierungseffekten und Verteilungskonflikten.

## Leben und Werdegang
Stefanie Walter wurde 1977 in Frankfurt geboren. Ihr Studium begann sie 1996 an der McGill University (Kanada) in Politikwissenschaft und Ökonomie und führte es in Konstanz, Montréal und Barcelona im Fach Verwaltungswissenschaften fort. Im Jahr 2007 schloss Walter ihre Promotion zum Thema der politischen Ökonomie von Währungskrisen an der ETH Zürich ab. Forschungsaufenthalte an der Universität Zürich, der ETH Zürich und an der Harvard University folgten. Walter erhielt 2008 drei Rufe und entschied sich für die Universität Heidelberg, an welcher sie folglich als Juniorprofessorin tätig war. Am Institut für Politikwissenschaft der Universität Zürich ist sie als ordentliche Professorin tätig. Sie hält den Lehrstuhl der Internationalen Beziehungen und Internationale Politische Ökonomie inne.
Stefanie Walter ist verheiratet und hat zwei Kinder.

## Forschungsschwerpunkte
Walters Forschungsschwerpunkte umfassen die Politik internationaler Finanz- und Wirtschaftskrisen, das Spannungsfeld zwischen Souveränität, Demokratie und internationale Kooperation sowie Verteilungskonflikte, Effekte von Globalisierung und resultierende Parteipräferenzen.

## Schriften (Meistzitierte)
- Stefanie Walter: Globalization and the Welfare State: Testing the Microfoundations of the Compensation Hypothesis. In: International Studies Quarterly. Vol. 54, Nr. 2, Juni 2010, S. 403–426. doi:10.1111/j.1468-2478.2010.00593.x
- M. Copelovitch, J. Frieden, S. Walter: The Political Economy of the Euro Crisis. In: Comparative Political Studies. Band 49, Nr. 7, 2016, S. 811–840. doi:10.1177/0010414016633227
- Axel Dreher, Stefanie Walter: Does the IMF Help or Hurt? The Effect of IMF Programs on the Likelihood and Outcome of Currency Crises. In: World Development. Band 38, Nr. 1, Januar 2008. doi:10.2139/ssrn.1081625

## Auszeichnungen
- Young Researcher Award by the Swiss Political Science Association (2012)
- Award for the best paper presented at the 2010 IPES Conference of the IPE Society (2011)
- Elected Member, Die Junge Akademie at the Berlin-Brandenburg Academy of Sciences and the German Academy of Natural Scientists Leopoldina (2009–2014)[1]